# Distretto di Cha-am
Il distretto di Cha-am (in thailandese: ชะอำ) è un distretto (amphoe) della Thailandia, situato nella provincia di Phetchaburi. Prende il nome dalla località balneare di Cha-am, che si trova al suo interno.